# Lozon (Taute)
Der Lozon ist ein Fluss in Frankreich, der im Département Manche in der Region Normandie verläuft. Er entspringt am Ortsrand von Cametours, entwässert in vielen Richtungsänderungen generell in nördlicher Richtung, durchquert den Regionalen Naturpark Marais du Cotentin et du Bessin und mündet nach rund 25 Kilometern an der Gemeindegrenze von Marchésieux und Tribehou als rechter Nebenfluss in die Taute. In seinem Mündungsabschnitt wird Wasser in den Mühlkanal Rivière du Moulin abgezweigt, der knapp unterhalb des eigentlichen Flusses ebenfalls in die Taute mündet.

## Orte am Fluss
(Reihenfolge in Fließrichtung)
- Cametours
- Marigny
- Lozon
- Le Mesnil-Eury
- Remilly-sur-Lozon